# Цвінгенберг (Гессен)
Цвінгенберг (нім. Zwingenberg) — місто в Німеччині, знаходиться в землі Гессен. Підпорядковується адміністративному округу Дармштадт. Входить до складу району Бергштрасе.
Площа — 5,66 км2. Населення становить 7291 ос. (станом на 31 грудня 2020).

## Уродженці
- Курт Лебелль (1890—1968) — німецький офіцер, генерал-майор люфтваффе.